# Davey (Nebraska)
Davey es una villa ubicada en el condado de Lancaster en el estado estadounidense de Nebraska. En el Censo de 2010 tenía una población de 154 habitantes y una densidad poblacional de 386,1 personas por km².

## Geografía
Davey se encuentra ubicada en las coordenadas 40°59′2″N 96°40′9″O / 40.98389, -96.66917. Según la Oficina del Censo de los Estados Unidos, Davey tiene una superficie total de 0.4 km², de la cual 0.4 km² corresponden a tierra firme y (0%) 0 km² es agua.

## Demografía
Según el censo de 2010, había 154 personas residiendo en Davey. La densidad de población era de 386,1 hab./km². De los 154 habitantes, Davey estaba compuesto por el 96.75% blancos, el 0% eran afroamericanos, el 0% eran amerindios, el 0% eran asiáticos, el 0.65% eran isleños del Pacífico, el 0.65% eran de otras razas y el 1.95% pertenecían a dos o más razas. Del total de la población el 1.3% eran hispanos o latinos de cualquier raza.